# Pallavolo ai Giochi del Sud-est asiatico - Torneo femminile
Il torneo femminile di pallavolo ai Giochi del Sud-est asiatico è una competizione pallavolistica per squadre nazionali del sud-est asiatico, organizzata con cadenza biennale dal COA, durante i Giochi del Sud-est asiatico.

## Edizioni
| Edizione      | Edizione            | Podio         | Podio         | Podio               |
| Anno          | Organizzatore       | Campione      | Seconda       | Terza               |
| ------------- | ------------------- | ------------- | ------------- | ------------------- |
| 1977 Dettagli | Kuala Lumpur        | Filippine     | Indonesia     | Thailandia          |
| 1979 Dettagli | Giacarta            | Filippine     | Indonesia     | Vietnam             |
| 1981 Dettagli | Manila              | Filippine     | Indonesia     | Singapore           |
| 1983 Dettagli | Singapore           | Indonesia     | Filippine     | Malaysia            |
| 1985 Dettagli | Bangkok             | Filippine     | Thailandia    | Indonesia           |
| 1987 Dettagli | Giacarta            | Filippine     | Indonesia     | Thailandia          |
| 1989 Dettagli | Kuala Lumpur        | Thailandia    | Indonesia     | Birmania            |
| 1991 Dettagli | Manila              | Thailandia    | Indonesia     | Filippine           |
| 1993 Dettagli | Singapore           | Filippine     | Thailandia    | Indonesia           |
| 1995 Dettagli | Chiang Mai          | Thailandia    | Filippine     | Birmania            |
| 1997 Dettagli | Giacarta            | Thailandia    | Filippine     | Indonesia           |
| 1999          | Bandar Seri Begawan | Non disputato | Non disputato | Non disputato       |
| 2001 Dettagli | Kuala Lumpur        | Thailandia    | Vietnam       | Filippine           |
| 2003 Dettagli | Hanoi               | Thailandia    | Vietnam       | Filippine           |
| 2005 Dettagli | Manila              | Thailandia    | Vietnam       | Filippine           |
| 2007 Dettagli | Nakhon Ratchasima   | Thailandia    | Vietnam       | Indonesia           |
| 2009 Dettagli | Vientiane           | Thailandia    | Vietnam       | Indonesia           |
| 2011 Dettagli | Bandung             | Thailandia    | Vietnam       | Indonesia           |
| 2013 Dettagli | Naypyidaw           | Thailandia    | Vietnam       | Indonesia           |
| 2015 Dettagli | Singapore           | Thailandia    | Vietnam       | Indonesia Singapore |
| 2017 Dettagli | Kuala Lumpur        | Thailandia    | Indonesia     | Vietnam             |
| 2019 Dettagli | Pasig               | Thailandia    | Vietnam       | Indonesia           |
| 2021 Dettagli | Quang Ninh          | Thailandia    | Vietnam       | Indonesia           |
| 2023 Dettagli | Phnom Penh          | Thailandia    | Vietnam       | Indonesia           |

## Medagliere
| Pos. | Squadra    | 1º posto | 2º posto | 3º posto | Totale |
| ---- | ---------- | -------- | -------- | -------- | ------ |
| 1    | Thailandia | 16       | 2        | 2        | 20     |
| 2    | Filippine  | 6        | 3        | 4        | 13     |
| 3    | Indonesia  | 1        | 7        | 11       | 19     |
| 4    | Vietnam    | -        | 11       | 2        | 13     |
| 5    | Birmania   | -        | -        | 2        | 2      |
| 5    | Singapore  | -        | -        | 2        | 2      |
| 7    | Malaysia   | -        | -        | 1        | 1      |